# Pavetta matumbiensis
Pavetta matumbiensis är en måreväxtart som beskrevs av Diane Mary Bridson. Pavetta matumbiensis ingår i släktet Pavetta och familjen måreväxter.
Artens utbredningsområde är Tanzania. Inga underarter finns listade i Catalogue of Life.